# An der Baldinger Mauer 12

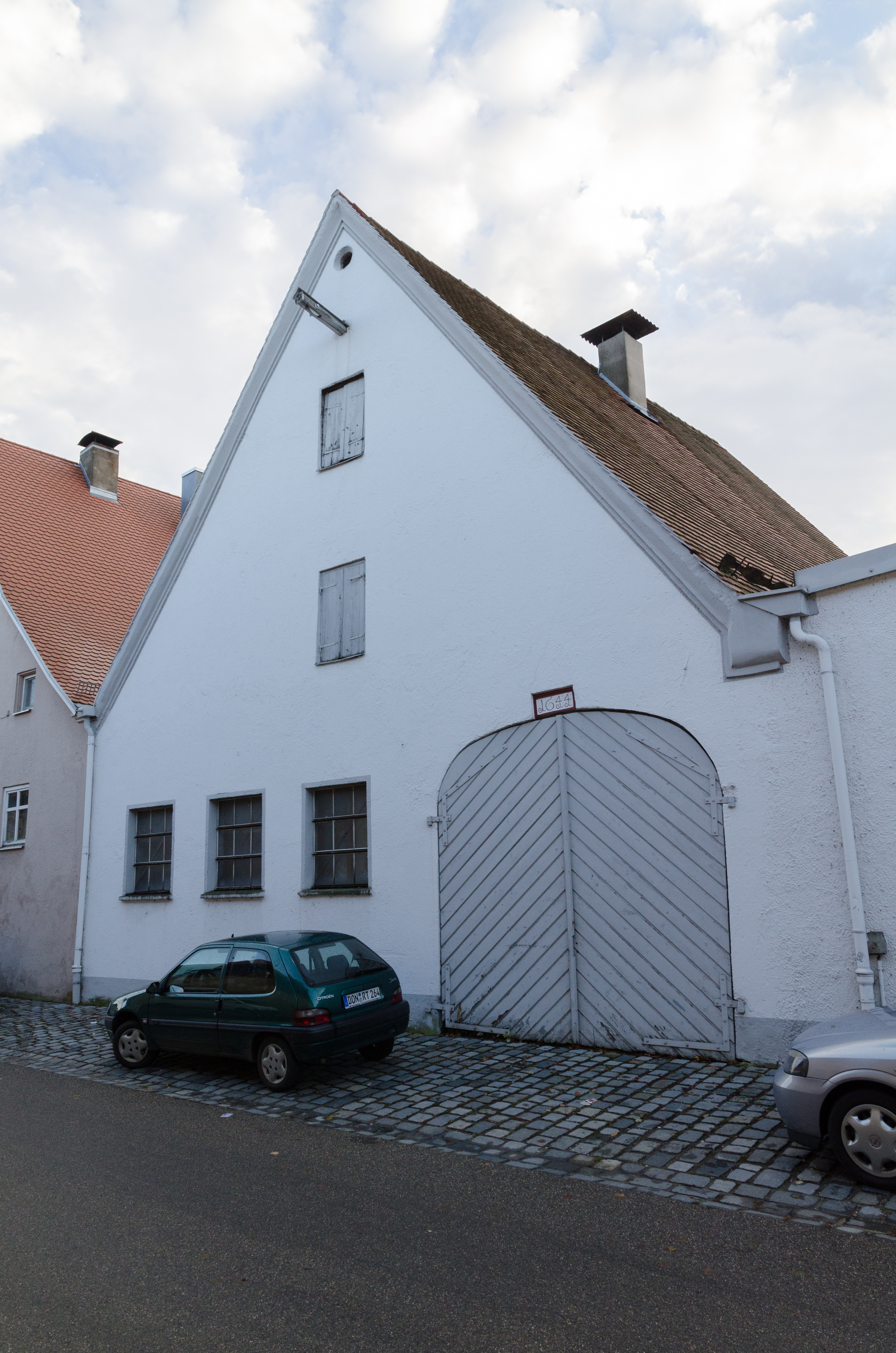
Stadel An der Baldinger Mauer 12 in Nördlingen

Das Gebäude An der Baldinger Mauer 12 in Nördlingen, einer Stadt im schwäbischen Landkreis Donau-Ries in Bayern, wurde laut dendrochronologischer Datierung 1644 errichtet. Der Stadel ist ein geschütztes Baudenkmal.
Der massive eingeschossige Giebelbau mit Kranausleger hat ein großes Korbbogentor, das mit der Jahreszahl 1644 bezeichnet ist.